# 我爸没说的那件事
《我爸沒說的那件事》(英語：Silence of Smoke)是一部由瀧田洋二郎執導的劇情片，主要由张国立、韓庚和薛昊婧主演。於2023年10月30日在北京首映，並於11月3日在中國大陸上映。影片改編自作家辛酉的短篇小說《聞煙》，故事背景設定在中國的地方小鎮，描述了一個百年家族因為家傳秘方的傳承問題，導致父子之間產生無法言說的矛盾。

## 劇情介紹
劇情圍繞著父親柳庭深與兒子柳見三之間的複雜情感展開。柳見三自小跟隨父親學習製作家族傳統的糕點，但每當製作到關鍵的最後一道工序時，柳庭深總會將兒子趕出門外，獨自完成，使得柳見三無法完全掌握其中的核心技巧。隨著時光流逝，父子之間的矛盾越來越深，最終導致柳見三離開家鄉另謀出路。直到父親過世後，柳見三在整理家中遺物時，才逐漸了解父親的用心良苦，但此時已無法當面表達對父親的感謝與理解。
影片透過細膩的敘事手法，呈現出父子間的深厚情感與傳統技藝的傳承困境，並引發觀眾對家族情感和文化傳承的深刻反思。全片的攝影、構圖和音樂充滿詩意，展現出導演對南方小鎮的獨特美學視角，使這部電影成為一部充滿感人故事的佳作。

## 幕後製作

### 創作初衷
《我爸沒說的那件事》是導演瀧田洋二郎執導的首部華語電影。他表示，這雖然是一個中國背景的故事，但父子間的情感無國界，讓他感到非常親切。片中，父親對秘方的堅持與保守，造成了兒子對父親的誤解，這段關係中的沉默與遺憾成為打動他的創作動力。父親的堅守和兒子的成長，最終達到「和解與新生」的核心主題，讓整個故事充滿感人情感。

### 拍攝過程
本片於2018年9月9日在雲南正式開機，並在騰衝進行為期52天的拍攝，之後於同年11月順利殺青。對於瀧田洋二郎這位日本導演來說，拍攝一部講述中國故事的電影是個不小的挑戰。除了幾位來自《入殮師》的原班主創成員外，整個製作團隊幾乎都是中國人。劇本中的文化細節與語言障礙，為團隊在製作過程中帶來了一定的挑戰。

### 取景過程
為了尋找最適合故事情節的拍攝地點，製作團隊從2016年開始進行全國勘景。瀧田洋二郎希望能找到一個具有獨特文化和歷史感的地方，要求必須遠離都市氣氛，充滿自然風光。他們曾勘景浙江的西塘、南潯，江蘇的錦溪、黎里，安徽的唐模、渔梁坝、塔川，甚至爬了黃山，但始終未能找到理想的場景。直到2018年，美術指導孫立推薦雲南騰衝，讓導演一見傾心，決定將騰衝作為主要場景，而城市戲則選在昆明拍攝。

## 宣傳活動
2019年7月25日，影片發布了「父與子」版預告片及海報，並原定於8月30日上映。然而在8月28日，片方宣布撤檔，新上映日期未定。2023年9月27日，該片正式發布定檔海報，宣布將於11月3日上映；10月10日發布「父愛無言」預告片；10月16日釋出電影主題曲《欠父親的話》；10月更發布了該主題曲的超長版MV；10月24日推出「凝視」版海報及「無言」版預告；10月27日發布了思念版海報；11月3日則推出「雲想」單人海報；11月10日發布由知名海報設計師黃海創作的思念版海報。

## 迴響
《我爸沒說的那件事》將故事背景設定在中國南方的一個小鎮，描述了一位堅守祖傳手藝的父親，為了避免兒子在製作冰晶糕的過程中受到傷害，而將這個製作秘密保守到生命的最後一刻。片中充滿濃厚的父愛以及對傳統技藝的堅持，與現代社會中浮躁的心態形成鮮明對比。影片名「我爸沒說的那件事」突顯出父親柳庭深對兒子柳見三隱藏的秘密，也成為全片最大的懸念之一。除了這個懸念之外，故事情節相對簡單直接，呈現出父子間的情感糾葛。影片在情節上的波瀾不多，與當前大部分偏好強情節的觀眾審美有所不同，因此票房表現不算特別突出。
儘管如此，《我爸沒說的那件事》在製作層面上依然頗具亮點。借助《入殮師》的製作團隊，影片在攝影、構圖和音樂方面呈現出濃厚的日本電影風格。若非片中演員是張國立、韓庚等中國面孔，許多觀眾可能會誤以為是在日本取景拍攝。瀧田洋二郎導演以他的視角，拍出了別具風味的南方小鎮美景。從美輪美奐的畫面到全片籠罩的淡淡哀愁，讓這部電影充滿詩意，是一部值得細細品味的作品。